# Lamprosema hampsoni
Lamprosema hampsoni là một loài bướm đêm trong họ Crambidae.